# Abatacept
El abatacept (comercializado como Orencia) es un fármaco utilizado para tratar enfermedades autoinmunes como la artritis reumatoide, al interferir con la actividad inmunológica de las células T. Es un anticuerpo modificado.
El Abatacept es una proteína de fusión compuesta por la región Fc de la inmunoglobulina IgG1 fusionada al dominio extracelular del receptor proteico CTLA-4. Para que una célula T se active y produzca una respuesta inmune, una célula presentadora de antígenos debe presentar dos señales a la célula T. Una de esas señales es el complejo mayor de histocompatibilidad (CMH), combinado con el antígeno, y la otra señal es la molécula CD80 o CD86 (también conocida como B7-1 y B7-2). El abatacept se une a la molécula CD80 y CD86, y evita la segunda señal. Sin la segunda señal, la célula T no puede ser activada.
El Abatacept fue desarrollado por Bristol-Myers Squibb y está autorizado en los Estados Unidos para el tratamiento de la artritis reumatoide en caso de respuesta inadecuada a la terapia anti-TNFα. Algunos médicos critican su costo (de 3.500 a 3.800 dólares mensuales, como otros medicamentos biológicos de su clase) y su comercialización promocional.

## Mecanismo de acción
El abatacept impide que las células presentadoras de antígenos (CPA) entreguen la señal de coestimulación. Esto evita que las células T se activen completamente, e incluso las regula a la baja. La simple señalización sin coestimulación permite que la célula reconozca la señal primaria como "auto" y no aumente las respuestas para futuras respuestas también.
Para que las células T se activen y ataquen un antígeno, éste debe ser presentado a la célula T por una célula presentadora de antígenos (APC).
Esa activación requiere dos señales coestimuladoras:
- Para la señal 1, la APC debe unir el antígeno a una molécula del complejo mayor de histocompatibilidad (MHC), llevar ese complejo a su superficie y presentarlo al receptor de la célula T en la superficie de la célula T.
- Para la señal 2, el APC debe presentar una proteína B7 en su superficie celular a una proteína CD28 en la superficie de la célula T. Estas dos señales activan la célula T. Sin la señal 2, la célula T no se activará y se volverá anérgica.

El abatacept consiste en una proteína de fusión del dominio extracelular de la CTLA-4 y la IgG1 humana, se une a la proteína B7 en el APC y evita que entregue la señal coestimuladora a la célula T.

## Derivados
Abatacept es la base química de la molécula de segunda generación belatacept, que se encuentra actualmente en ensayos clínicos. Estas dos moléculas difieren tan sólo en 2 aminoácidos. En el trasplante de órganos, se intenta que belatacept proporcione una supervivencia mayor del injerto limitando la toxicidad generada por los regímenes inmunosupresores estándar como los inhibidores de calcineurina (p.ej., Ciclosporina).

## Indicaciones
El abatacept se utiliza para tratar a los adultos con artritis reumatoide (AR) de moderada a grave como agente de segunda línea, y como agente de primera línea para las personas cuya AR es grave y de rápida progresión. También se utiliza para tratar la artritis psoriásica y la artritis idiopática juvenil.

## Contraindicaciones
El abatacept no ha sido probado en mujeres embarazadas y no se sabe si se secreta en la leche materna; causa defectos de nacimiento en roedores cuando se administra en dosis muy altas, y se transmite en la leche materna de los roedores.
Las personas deben ser sometidas a pruebas de tuberculosis y cualquier infección debe ser eliminada antes de comenzar a tomar abatacept; las vacunas también deben ser actualizadas antes de comenzar a tomar abatacept. Es probable que el abacept interfiera con cualquier vacuna que se administre mientras las personas lo estén tomando.
No debe usarse en combinación con anakinra o antagonistas del TNF. Debido a que el abatacept, la anakinra y los antagonistas del TNF suprimen el sistema inmunológico, su uso en combinación puede aumentar significativamente el riesgo de infecciones graves. Because abatacept, anakinra, and TNF antagonists suppress the immune system, using them in combination may significantly increase the risk for severe infections.

## Efectos adversos
Las personas han sufrido graves infecciones debido a la supresión del sistema inmunológico por parte del abatacept; algunas de estas infecciones han sido mortales. Las personas con EPOC son propensas a contraer infecciones pulmonares más a menudo de lo normal. Algunas personas han tenido reacciones anafilácticas al medicamento. El abatacept puede causar que los cánceres de crecimiento lento proliferen y se extiendan, debido a la supresión del sistema inmunológico.
Entre los efectos adversos muy comunes (que se producen en más del 10% de las personas) figuran las infecciones de las vías respiratorias superiores. Los efectos adversos comunes (que ocurren entre el 1% y el 10% de las personas) incluyen infecciones del tracto respiratorio inferior, infecciones del tracto urinario, infecciones por herpes, neumonía, gripe, tos, presión arterial alta, dolor de estómago, diarrea, náuseas, vómitos, malestar estomacal, llagas en la boca, transaminasas elevadas, erupciones cutáneas, fatiga, debilidad y reacciones en el lugar de la inyección.

## Estructura
Abatacept es una proteína de fusión compuesta por el dominio extracelular de CTLA-4, y los dominios CH2 y CH3 de la IgG1.

## Investigación
El abatacept es la base de la segunda generación de belatacept que se está probando actualmente en ensayos clínicos. Se diferencian por solo 2 aminoácidos. En el trasplante de órganos, el belatacept tiene por objeto prolongar la supervivencia del injerto y limitar la toxicidad generada por los regímenes inmunosupresores estándar, como los inhibidores de la calcineurina (por ejemplo, la ciclosporina).

## Agentes afines
- Belatacept